# Egg (Wehntal)
Die Egg ist ein Höhenzug in der Schweiz, der im Zürcher Unterland liegt.

## Geografie
Der ungefähr sechs Kilometer langer Höhenzug trennt das Wehntal vom Bachsertal. Er wird im Osten durch den Heitlig begrenzt – ein kleiner Pass, der die beiden Täler verbindet. Gegen Norden grenzt die Egg an den Berg (Höhe 603 m ü. M.) oberhalb von Fisibach und an das Butal, das Richtung Siglistorf entwässert. Im Nordwesten liegt der Schüliberg (Höhe 596 m ü. M.), der manchmal auch als Teil der Egg betrachtet wird. Im Westen wird die Egg durch ein ungefähr zwei Kilometer langes Seitental des Surbtals begrenzt, in dem die Siedlung Schneisingen liegt. Der ganze Höhenzug wird vom Eggwald bedeckt, der das grösste zusammenhängende Waldgebiet im Kanton Zürich ist.
Die Egg ist im oberen Teil ähnlich einer Hochebene abgeflacht. Die Gebiete in diesem Bereich werden als Platten bezeichnet, die meist nach den im Wehntal liegenden Gemeinden benannt sind. Von Ost nach West gibt es die Schöfflisdorfer Platte▼, die Alte Platte▼ an der Gemeindegrenze zu Oberweningen, die Oberweniger Platte▼, die Schleiniker Platte▼ und die Niederweninger Platte▼ – die Bezeichnung sind lokal immer noch gebräuchlich und sind so auch in der Siegfriedkarte aufgeführt. Ab den 1950er-Jahren tauchen in den Blättern der Landeskarten für Lokale seltsam anmutende Bezeichnungen auf: aus der Schleiniker Platte wurden die Schliniker Platten in Mehrzahl während die Bezeichnungen für die anderen Platten gänzlich verschwanden. Dafür wurde eine Bezeichnung In der Platten in der Nähe der Kote 671▼, dem höchsten Punkt der Egg, eingeführt.
Aus geologischer Sicht ist die Egg eine Schotterterrasse aus dem frühen Pleistozän, die wahrscheinlich aus Mittelmoränenmaterial besteht.